# Schmalblättrige Esche
Die Schmalblättrige Esche oder Quirl-Esche (Fraxinus angustifolia) ist eine Pflanzenart aus der Gattung der Eschen (Fraxinus). Sie ist der Gemeinen Esche in Aussehen und Ökologie sehr ähnlich.

## Beschreibung

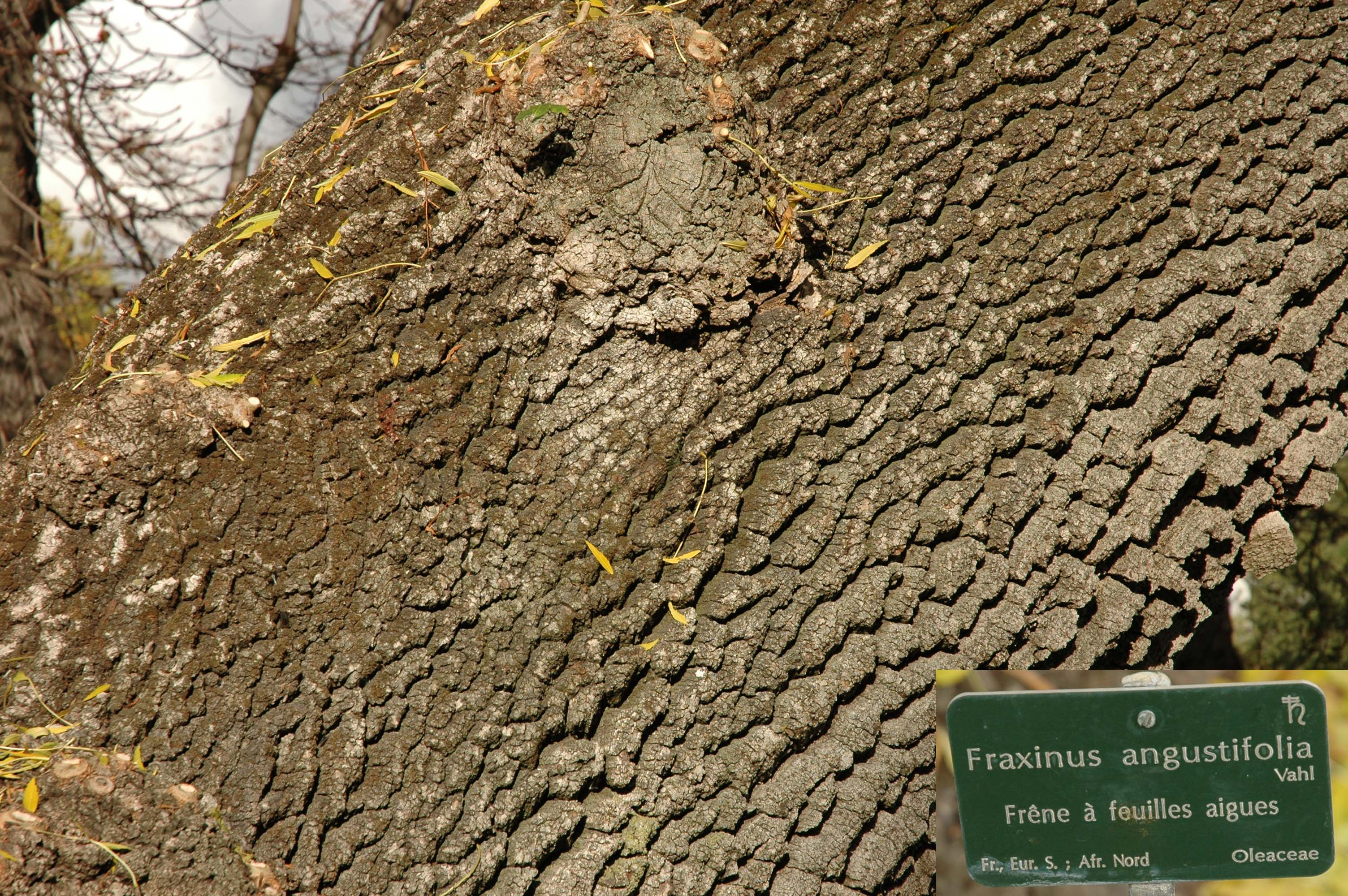
Borke

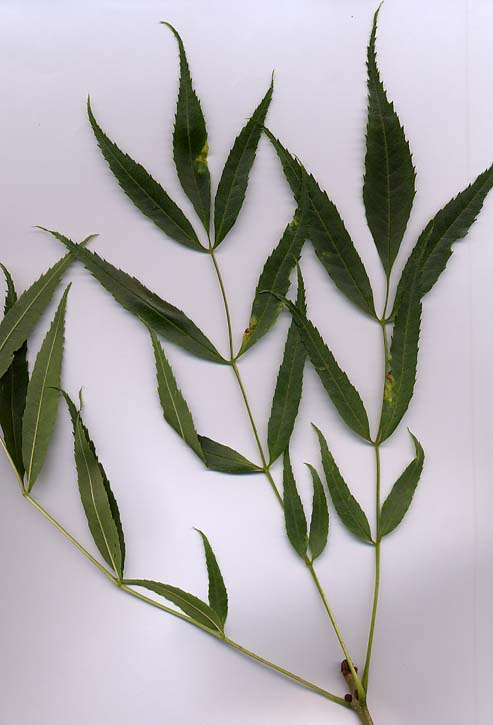
Unpaarig gefiederte und quirlständig angeordnete Laubblätter von Fraxinus angustifolia subsp. oxycarpa

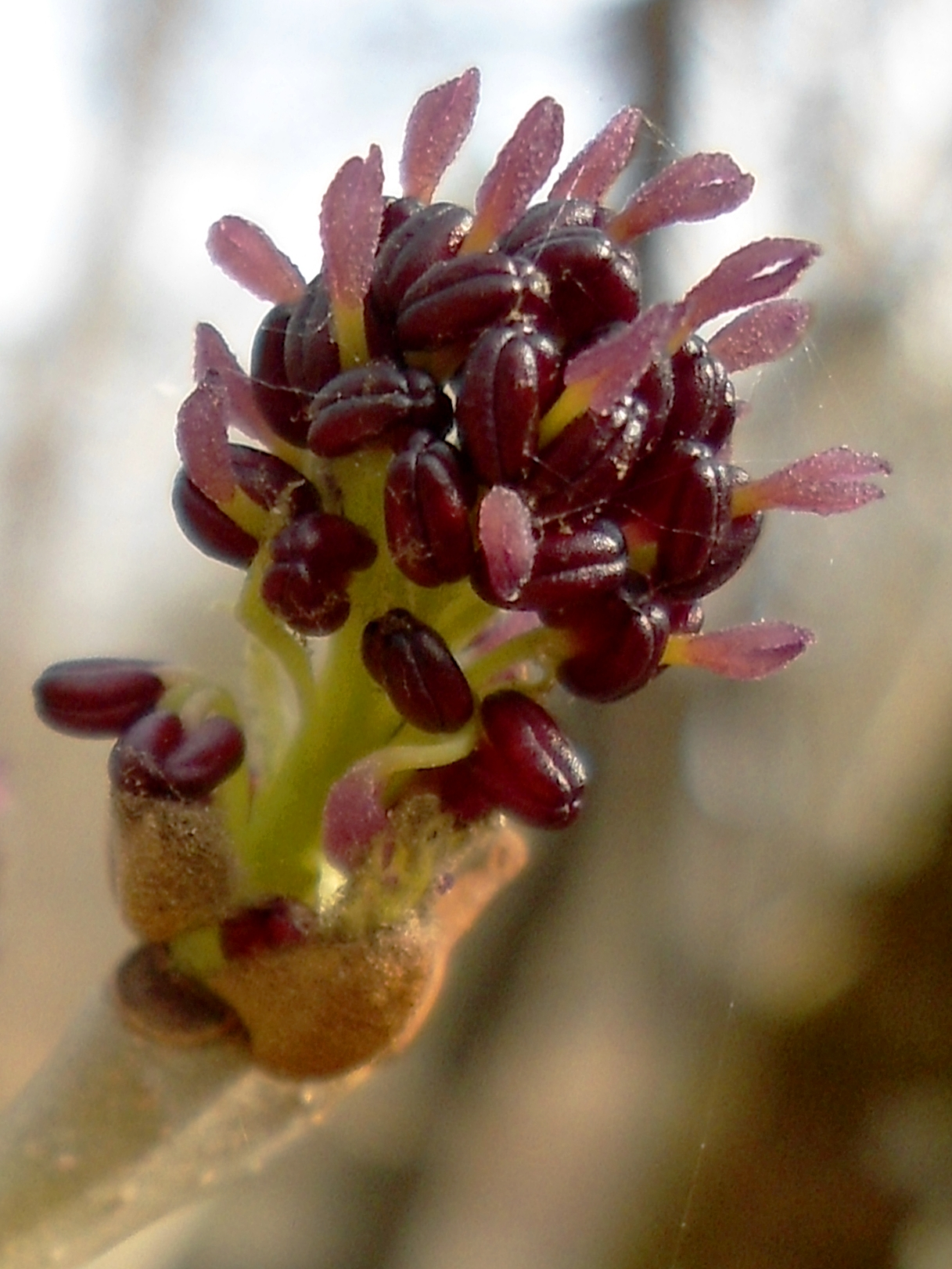
Zwittriger Blütenstand

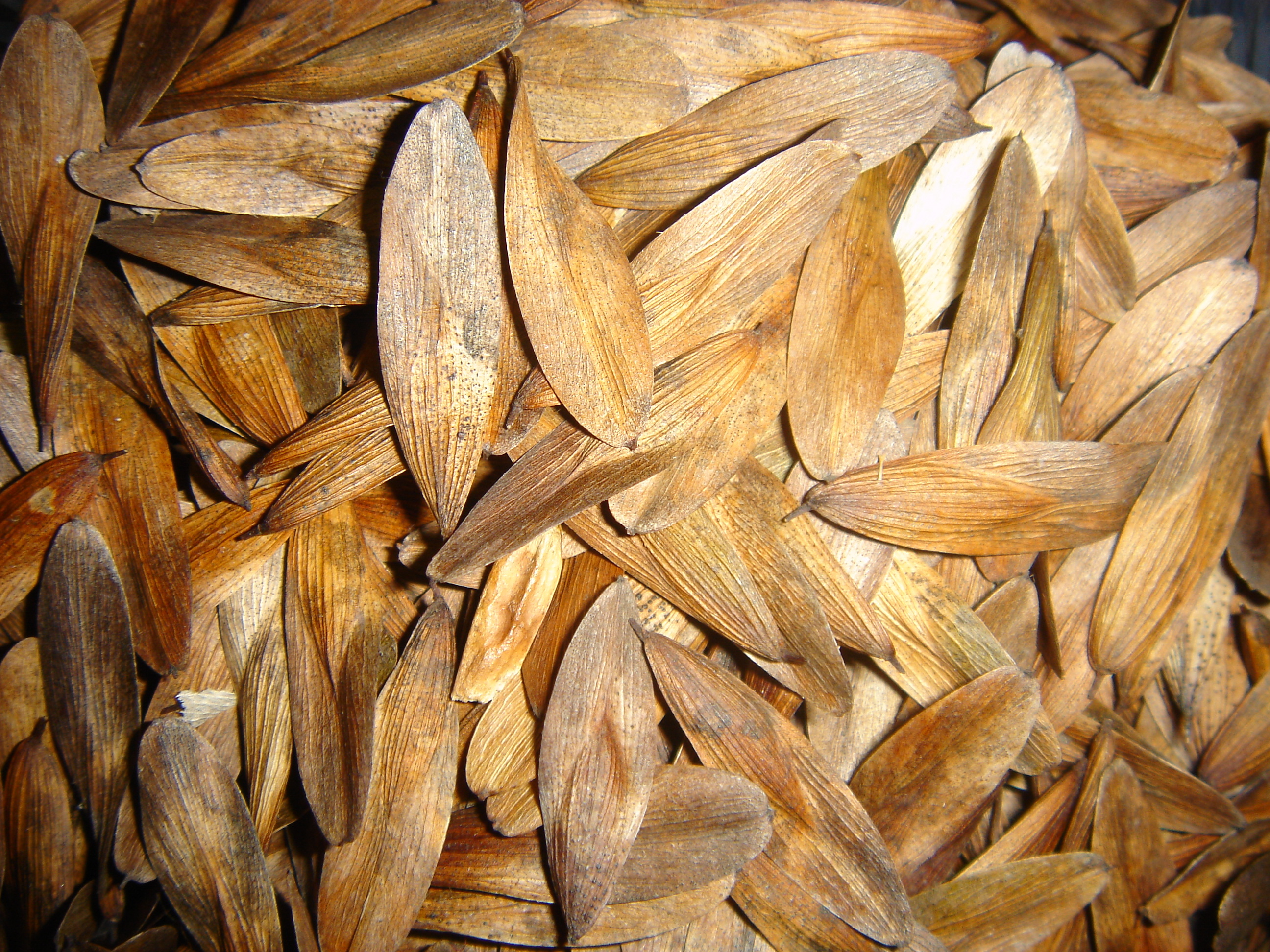
Flügelnüsse (Samara) von Fraxinus angustifolia subsp. oxycarpa

Die Schmalblättrige Esche ist ein laubabwerfender Baum, der Wuchshöhen von etwa 20 bis über 30 Meter erreicht. Der Stammdurchmesser erreicht über 1 Meter. Die grobe, braun-graue Borke ist rissig bis furchig. Die Baumkrone ist hoch und unregelmäßig und sehr dicht belaubt. Die dünnen, kurzen und hängenden Zweige besitzen eine olivgrüne bis olivbraune Rinde. Die Knospen sind dunkel purpurbraun.
Die gegenständig und oft zu dritt quirlständig angeordneten, in Blattstiel sowie -spreite gegliederten Laubblätter sind 15 bis 20 cm lang und schlanker als die der Gemeinen Esche. Die Blattspreite ist unpaarig gefiedert und besteht aus 7 bis 13 schmalen, eiförmigen bis -lanzettlich oder elliptischen, lanzettlichen Fiederblättchen. Die Rhachis ist rinnig. Die gröber oder feiner, teils spitzig, gesägten, manchmal gezähnten und spitzen bis zugespitzten, oben dunkelgrünen, unten helleren und kahlen Blättchen weisen eine Länge von 3 bis 8 cm und eine Breite von 1 bis 3 cm auf.
Die Schmalblättrige Esche ist andromonözisch, das bedeutet ein Exemplar besitzt sowohl männliche als auch zwittrige Blüten. Sie besitzt traubige Blütenstände. Die Blüte sind ohne Blütenhülle.
Die einsamigen, flachen Flügelnüsse (Samara) sind einseitig geflügelt und 2,5 bis 3 cm lang.
Die Chromosomenzahl beträgt 2n = 46.

## Vorkommen
Die Schmalblättrige Esche ist in Südeuropa, Nordafrika und Westasien heimisch. Fundortangaben gibt es für Portugal, Spanien, Frankreich (inklusive Korsika), Italien (inklusive Sardinien und Sizilien), das ehemalige Jugoslawien, Albanien, Bulgarien, Griechenland, die Türkei, Syrien, das nördliche Algerien, Marokko, Tunesien, Afghanistan, Iran, Irak, Israel, Jordanien, Libanon, Armenien, Aserbaidschan, Georgien, Turkmenistan und auf der Krim.  In Südafrika und in Australien ist sie ein Neophyt. Die Schmalblättrige Esche kommt hauptsächlich in Auwäldern vor. In Mitteleuropa ist sie frosthart und hin und wieder in Parks zu sehen. Das nördlichste natürliche Vorkommen findet sich in Österreich entlang der March und der Leitha.

Verbreitung der Schmalblättrigen Esche

## Systematik
Die Erstveröffentlichung von Fraxinus angustifolia erfolgte 1804 durch Martin Vahl in Enumeratio Plantarum ..., 1, S. 52. Synonyme für Fraxinus angustifolia Vahl sind: Fraxinus angustifolia var. lentiscifolia (Desf.) A.Henry, Fraxinus lentiscifolia Desf.
Fraxinus angustifolia gehört zur Sektion Fraxinus in der Gattung Fraxinus.
Von der Art Fraxinus angustifolia gibt es vier Unterarten:
- Fraxinus angustifolia Vahl subsp. angustifolia: Sie kommt im westlichen Mittelmeergebiet vor und von Bulgarien bis zur Türkei.[7]
- Fraxinus angustifolia subsp. oxycarpa (M.Bieb. ex Willd.) Franco & Rocha Afonso (Syn.: Fraxinus oxycarpa Willd., Fraxinus oxyphylla M.Bieb., Fraxinus angustifolia subsp. danubialis Pouzar): Sie kommt in Nordwestafrika, in Mittel- und Südeuropa bis zur Türkei vor.[7]
- Fraxinus angustifolia subsp. persica (Boiss.) Azadi (Syn.: Fraxinus persica Boiss., Fraxinus rotundifolia subsp. persica (Boiss.) A.E.Murray): Sie kommt im westlichen und im südwestlichen Iran vor.[7]
- Fraxinus angustifolia subsp. syriaca (Boiss.) Yalt. (Syn.: Fraxinus syriaca Boiss., Fraxinus rotundifolia Mill.): Sie kommt von der Türkei bis Pakistan vor.[7]

## Nutzung
Einige Sorten der Schmalblättrigen Esche werden als Zierpflanzen verwendet.
Die Zuchtform 'Monophylla' (auch 'Veltheimii' genannt) hat einfache (ungefiederte) Blätter und ähnelt damit der Einblatt-Esche (Fraxinus excelsior cv. 'Diversifolia').